# 拉罗克德法
拉罗克德法（法語：Laroque-de-Fa，法語發音：[laʁɔk də fa] ⓘ）是法国奥德省的一个市镇，属于卡尔卡松区。

## 地理
拉罗克德法（42°57'23"N, 2°33'52"E）面积20.41 平方千米，位于法国奧克西塔尼大區奥德省，该省份为法国南部沿海省份，北起塔恩省，西北接上加龙省，西接阿列日省，南至东比利牛斯省，东临地中海，东北与埃罗省接壤。
与拉罗克德法接壤的市镇（或旧市镇、城区）包括：欧里亚克、达沃让、代尔纳克耶特、费利讷泰尔默内斯、马萨克、穆图梅、泰尔姆。

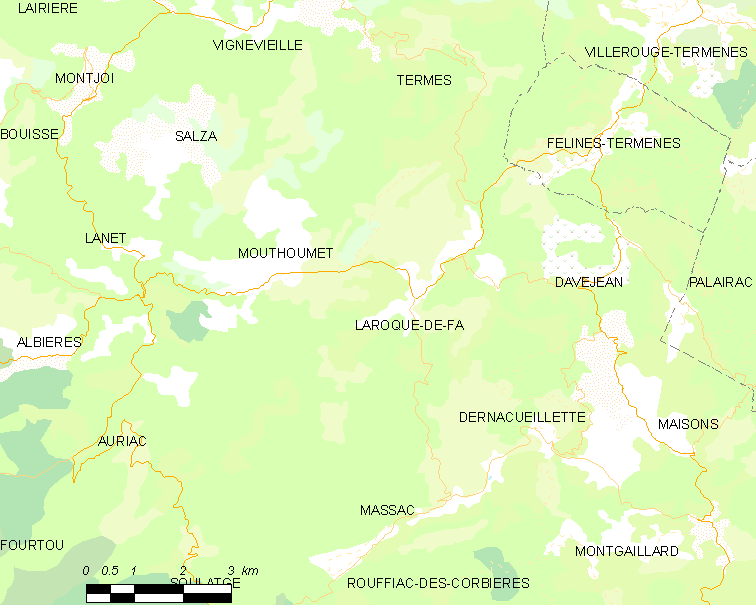
拉罗克德法的OSM定位图

拉罗克德法的时区为UTC+01:00、UTC+02:00（夏令时）。

## 行政
拉罗克德法的邮政编码为11330，INSEE市镇编码为11191。

## 政治
拉罗克德法所属的省级选区为莱科比耶尔县。

## 人口

1962-2008年间拉罗克德法人口变化图示

拉罗克德法于2022年1月1日时的人口数量为141人。